# Día del Respeto a la Diversidad Cultural (Argentina)
El Día del Respeto a la Diversidad Cultural  tiene lugar en Argentina para celebrar el día 12 de octubre, antes denominado Día de la Raza, según Decreto 1584/2010 publicado el 3 de noviembre de 2008.
Dentro de las consideraciones tomadas, se destaca un extracto del citado decreto el cual expresa:

[...] Que, asimismo, se modifica la denominación del feriado del día 12 de octubre, dotando a dicha fecha, de un significado acorde al valor que asigna nuestra Constitución Nacional y diversos tratados y declaraciones de derechos humanos a la diversidad étnica y cultural de todos los pueblos.
Decreto 1584/2010

El 12 de octubre se conmemora en recuerdo al momento histórico en que personas de Europa occidental llegaron por primera vez al continente. Desde el año 1917, por decreto del entonces el presidente de la Nación, Hipólito Yrigoyen, se recordó esta fecha bajo el nombre “Día de la Hispanidad”.
En 2007 el Instituto Nacional contra la Discriminación, la Xenofobia y el Racismo (INADI) presentó un proyecto por el cual se proponía cambiar la denominación de esa fecha por “Día de la Diversidad Cultural Americana”. La iniciativa se concretó por medio del Decreto N° 1584/10. Este cambio radicó en que la división de la humanidad en “razas” carece de validez y que, además, esa categoría constituye una concepción político-social errónea y peyorativa; por lo tanto, su utilización sólo favorece reivindicaciones racistas.
A su vez, el Plan Nacional Contra la Discriminación estableció, entre sus prerrogativas, que el 12 de octubre sea un “día de reflexión histórica y diálogo intercultural”. Esto implica dejar atrás la conmemoración de “la conquista” de América y el proceso que sólo valoró la cultura europea, para dar paso al análisis y a la valoración de la inmensa variedad de culturas que los pueblos indígenas y afrodescendientes han aportado y aportan a la construcción de nuestra identidad.